# Technical Diving International
Technical Diving International Technical Diving International (TDI) é uma agência de certificação de mergulho técnico de atuação mundial. Foi uma das primeiras agências a oferecer cursos de misturas gasosas e mergulho com rebreather. TDI é especializada em técnicas de mergulho Scuba (Self-Contained Underwater Breathing Apparatus) mais avançadas, particularmente de mergulho com rebreathers e utilização de gases respiratórios, tais como trimix e nitrox.
A agência já treinou mergulhadores que exploraram naufrágios que normalmente estão muito além do mergulho recreacional/recreativo, tais como o SS Andrea Doria, assim como cavernas na Espanha, Austrália, Estados Unidos, República Tcheca, México, Bahamas e Brasil. A TDI também auxilia, com mergulhadores de suporte, competições e eventos de apneia (freedive), tais como o do recorde mundial, alcançado no Mar Vermelho.
No Brasil, assim como no Mundo, a TDI oferece cursos e certificação para os mergulhadores e para os instrutores.